# Schelldorf
Schelldorf is een plaats en voormalige gemeente in de Duitse deelstaat Saksen-Anhalt, en maakt deel uit van de Landkreis Stendal.
Schelldorf telt 122 inwoners.